# アイオワ州会議事堂
アイオワ州会議事堂（アイオワしゅうかいぎじどう、Iowa State Capitol）は、アメリカ合衆国アイオワ州の州都デモインに立地する同州議会の議事堂。デモインのダウンタウン、イースト9thストリートとグランド・アベニューの角に立地する。議事堂は1871年から1886年まで、15年の歳月を費やして建設された。
現在の議事堂が建設される前は、35年間にわたって、アイオワ州議会はレンガ造の3階建ての建物を使用していた。現在の議事堂はそのレンガ造の建物と同じ敷地内に建設された。建物にはレンガのほかに石灰岩が用いられている。この石灰岩はアイオワ州内のみならず、ミズーリ州、ミネソタ州、オハイオ州、イリノイ州からも集められた。アイオワ州産の石材はこの庁舎の多くのポルチコの基礎に用いられた。前面・背面のポルチコは両方とも、6本のコリント式の柱で支えられた破風を有している。庁舎のドームには純度23金の金箔が貼られている。庁舎の高さは84mである。さらに、庁舎にはこの金色に輝くドームのほか、四隅のウィングにもそれぞれ小さなドームが設けられている。全米の州会議事堂の中でも、5つのドームを有する議事堂はアイオワ州会議事堂だけである。
1902年には、議事堂に電灯、エレベーター、および電話が設置された。1913年には、アイオワ州議会は300万ドル（当時）の予算を計上して議事堂を拡張し、元々ダウンタウンの4ブロックに収まっていた議事堂の敷地を約340,000m²広げた。この300万ドルの予算は、やがて他の州政府機関の建物の建設にも使われた。
| アイオワ州会議事堂の本会議場（左: 上院, 右: 下院） |  | アイオワ州会議事堂の本会議場（左: 上院, 右: 下院） |
| アイオワ州会議事堂の本会議場（左: 上院, 右: 下院） |  |                                                    |

議事堂の1階にはカフェテリアと管理事務所がある。2階には州知事室と州最高裁判所、および州の各種機関の事務所が設置されている。また、各別棟の2階には州の歴史上の戦旗が掲げられていたが、2009年現在では、北東棟に1862年当時の南北戦争の戦旗が残っているのみになっており、他の3つの別棟からは取り外されている。西棟の2階には戦艦アイオワ（BB-61）の1/48スケールモデルが展示されており、また、イラク戦争および不朽の自由作戦で戦死したアイオワ州出身兵士の慰霊碑が置かれている。3階には上下両院の本会議場、各委員会の会議室、および州法図書館が設置されている。他州の多くの州会議事堂と同様に、ドームの下はロタンダとなっており、ドームからの日光が地下にも届くように設計されている。ロタンダには多くの芸術作品が展示されている。